# Antéros
Dans la mythologie grecque, Antéros  (en grec ancien Ἀντέρως / Antérōs, de ἀντί- / antí-, « en retour », et ἔρως / érōs, « amour »), fils d'Arès et d'Aphrodite ou de Poséidon et Néritès, est le frère ou compagnon d’Éros.

## Mythes
Il existe deux versions pour expliquer l'origine d'Antéros :
Dans la première, Antéros est le fils d'Arès et d'Aphrodite, donné comme compagnon de jeu à son frère Éros, qui refusait de grandir car il était seul - le raisonnement étant que l'amour doit être répondu s'il veut prospérer. Himéros, dieu du désir passionné et frère d'Éros, est parfois confondu avec Antéros, particulièrement lorsqu'en compagnie de son frère.
Alternativement, on dit qu'il est né de l'amour entre Poséidon, le dieu des mers, et Néritès, le frère des Néréides. Néritès était en effet aimé de Poséidon qui partageait ses sentiments et en fit même son aurige. Leur amour était à l'origine de l'amour mutuel : Antéros.

## Symbolisme
Il incarne l’« amour retourné » (signification de son nom), c'est-à-dire l'amour payé de retour et non celui à sens unique. Cet aspect est présenté de manière négative dans la légende athénienne de Timagoras et Mélès, rapportée par Pausanias (I, 30), où il est considéré comme le génie vengeur de Timagoras qui se précipita du haut de l'Acropole à cause de Mélès. Ce ne fut qu'après la mort de ce dernier que le jeune homme éprouva des sentiments, il abandonna alors à son tour le rocher pour le rejoindre. L'autel dans la cité dédié à Antéros se tenait sur le lieu du drame et commémorait le souvenir des deux amants. 
Le terme « antéros » se retrouve également dans le Phèdre de Platon, lorsque Socrate prononce son second discours sur l'amour où, parlant du sentiment naissant qu'un jeune garçon (éromène) éprouve pour un éraste, il décrit :

« Mais, tout comme celui qui de quelque autre a pris une ophtalmie est hors d'état de prétexter une cause à son mal, lui, il ne se doute pas qu'en celui qui l'aime, c'est lui-même qu'il voit, comme en un miroir : en sa présence, la cessation de ses souffrances se confond avec la cessation des souffrances de l'autre ; en son absence, le regret qu'il éprouve et celui qu'il inspire se confondent encore : en possession d'un contre-amour (antéros) qui est une image réfléchie d'amour. »

— (255d, trad. Léon Robin)

## Évocations artistiques

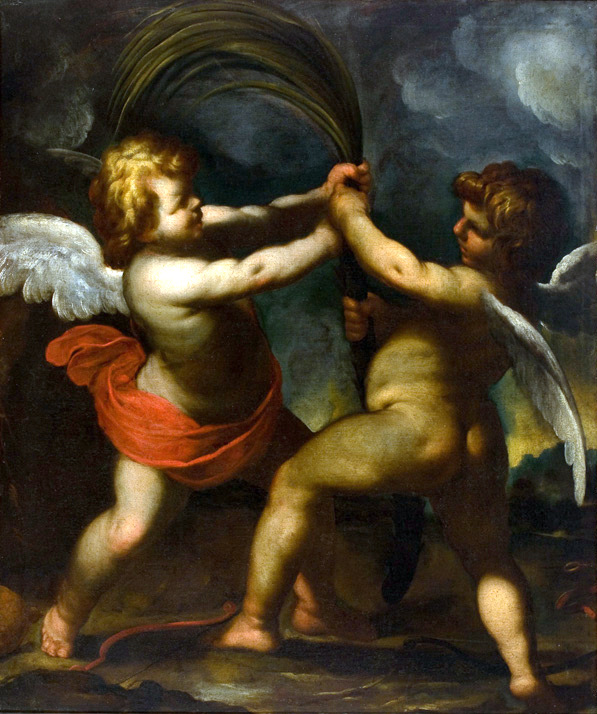
Éros et Antéros par Camillo Procaccini (XVIIe siècle).

Physiquement, Antéros est décrit comme semblable à Éros à tous points de vue, mais avec de longs cheveux et des ailes de papillon à plumes. Il a également été décrit comme armé soit d'une massue dorée, soit de flèches de plomb.
Véronèse, vers 1562, le personnifie en nouveau-né, présenté avec son frère Éros, par leurs parents, Vénus et Mars, à Jupiter. Ce tableau de 150 × 243 cm est conservé au Musée des Offices à Florence.
Antéros est le sujet du Shaftesbury Memorial à Piccadilly Circus (Londres), où il rappelle la philanthropie du comte de Shaftesbury. Cette fontaine est en effet surplombée d'une statue nommée The Angel of Christian Charity (« L'Ange de la charité chrétienne ») ou plus communément Eros. Mais son sculpteur, Alfred Gilbert a bien voulu représenter le sujet d'Antéros pour dépeindre un amour « reflective and mature (...), as opposed to Eros or Cupid, the frivolous tyrant. » (traduction : « [un amour] réfléchi et mûr, contrairement à Éros ou Cupidon, le tyran frivole. »).
En littérature, on le retrouve chez Nerval dont le quatrième sonnet des Chimères est intitulé Antéros. Il rappelle l'amour non partagé du poète et de Jenny Colon.[réf. nécessaire] Cependant, Bertrand Marchal, dans une brève analyse du poème, n'évoque pas du tout cette relation et préfère s'attacher à montrer le caractère « contre-évangélique » du poème, à travers ses figures de révoltés (Le Vengeur/Satan, Caïn, Bélus/Baal).
Antéros apparaît dans l'épisode 39 de La petite Olympe et les dieux (L'histoire d'amour de Piram et Tisbé) mais est présenté comme étant une femme et la déesse des amours malheureux ainsi que la rivale d'Eros.

### Sources
- Cicéron, De natura deorum [détail des éditions] [lire en ligne] (III, 21).
- Nonnos de Panopolis, Dionysiaques [détail des éditions] [lire en ligne] (XLVII, 332).
- Ovide, Fastes [détail des éditions] [lire en ligne] (IV, 1).
- Pausanias, Description de la Grèce [détail des éditions] [lire en ligne] (I, 30 ; VI, 23).
- Platon, Phèdre [détail des éditions] [lire en ligne] (255d).
- Claude Élien, De Natura Animalium, 14. 28